# Timarcha kiesenwetteri
Timarcha kiesenwetteri es una especie de insecto coleóptero de la familia Chrysomelidae.
Fue descrita científicamente en 1879 por Kraatz.